# Donat Bollet
Pour les articles homonymes, voir Bollet.
Donat Bollet, né le 2 octobre 1851 à Baneins (Ain) et mort le 13 avril 1923 à Sceaux (Hauts-de-Seine), est un homme politique français.

## Carrière
Médecin, il est maire de Trévoux et conseiller général (vice-président du conseil général de l'Ain). Député de l'Ain de 1908 à 1912, inscrit au groupe des Républicains démocrates, sénateur de l'Ain de 1912 à 1923. Il s'intéresse surtout aux questions agricoles et hippiques.

## Distinctions
- Officier d'académie
- Chevalier de l’ordre Royal du Cambodge
- Chevalier de la Légion d'honneur (1898)

## Sources
- Jean Jolly (dir.), Dictionnaire des parlementaires français, Presses universitaires de France